# Ronald Brebner

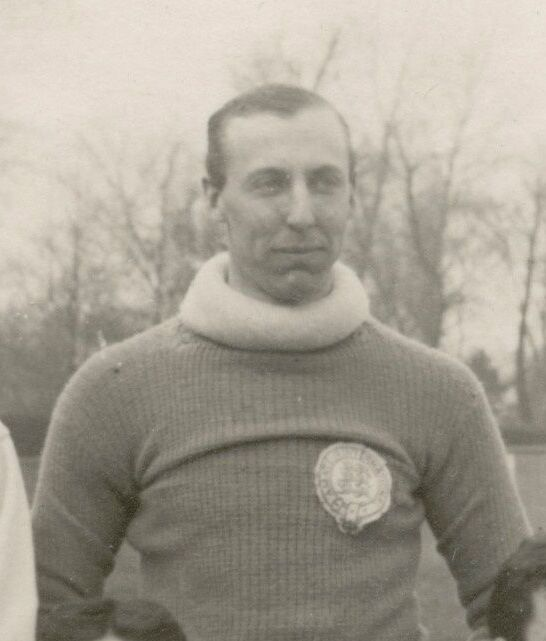
Ronald Brebner (1912)

Ronald Gilchrist Brebner (* 23. September 1881 in Darlington; † 11. November 1914 in Chiswick, London) war ein englischer Fußballtorhüter.
Brebner hütete 23 mal das Tor der englischen Amateurnationalmannschaft und gewann mit dem britischen Team 1912 olympisches Gold in Stockholm. Auf Vereinsebene spielte der Amateurfußballer und gelernte Zahnarzt für Queens Park, FC Darlington, London Caledonians, Stockton FC, Northern Nomads, Elgin City und einige weitere schottische Vereine. Er starb im November 1914, nachdem er sich zehn Monate zuvor bei einem Fußballspiel eine schwere Kopfverletzung zugezogen hatte.